# 丽江铁线莲
丽江铁线莲（学名：Clematis argentilucida var. likiangensis）为毛茛科铁线莲属下的一个变种。

## 扩展阅读
- 維基物種上的相關：丽江铁线莲